# Závěrka (usedlost v Břevnově)
Závěrka je zaniklá usedlost v Praze 6-Břevnově v bývalé osadě Tejnka, ve které měla č.p. 11.

## Historie
V místech Závěrky a sousední Liborky byly v 15. století vinice Žejdlovka a Jana Tykance z Hradčan. Usedlost na nich vznikla v 17. století a na začátku 18. století zde byla zřízena hospoda. Dvůr v té době vlastnil břevnovský klášter. Roku 1742 ji zabrala jedna ze dvou dělostřeleckých baterií francouzské armády, která budovy i pozemky značně poškodila.
Usedlost se skládala ze dvou čísel popisných - 276 a 277: č.p. 276 (vinici s hospodou) klášter roku 1805 odprodal, č.p. 277 patřilo obydlí mýtného, po kterém získala vinice s usedlostí název.
Při Šlikově ulici stála nízká dvoupatrová budova spolu s přízemním stavením, při ulici Heleny Malířové jednopatrová budova a ve dvoře jednopatrová budova s pavlačí, obytná přízemní stavba a kůlny. Na konci 20. let 20. století mělo Závěrku koupit město, ale z prodeje sešlo a stavby byly postupně zbořeny.